# Neoga (Illinois)
Neoga je grad u američkoj saveznoj državi Ilinois. Prema popisu stanovništva iz 2010. u njemu je živjelo 1.636 stanovnika.